# Miconazol
Miconazolul este un antifungic din clasa azolilor (este un derivat de imidazol), fiind utilizat în tratamentul unor infecții fungice, cele mai importante fiind candidozele vaginale și cutanate, pitiriazis versicolor și dermatomicozele.  Căile de administrare disponibile sunt intravaginală (ovule) și cutanată (creme, unguente, etc).
Clotrimazolul este un inhibitor al sintezei ergosterolului (prin inhibarea lanosterol-14α-demetilazei), ducând la dezorganizarea membranei celulare fungice.
Molecula a fost patentată în anul 1968 și a fost aprobată pentru uz medical în anul 1971.. Se află pe lista medicamentelor esențiale ale Organizației Mondiale a Sănătății.